# كايين

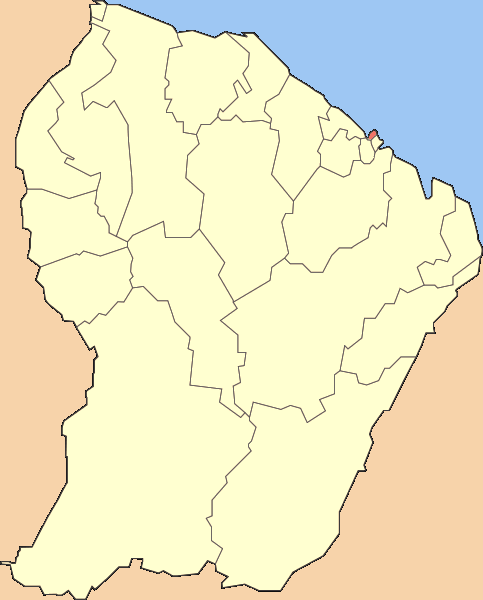
كايين ملونة بالأحمر

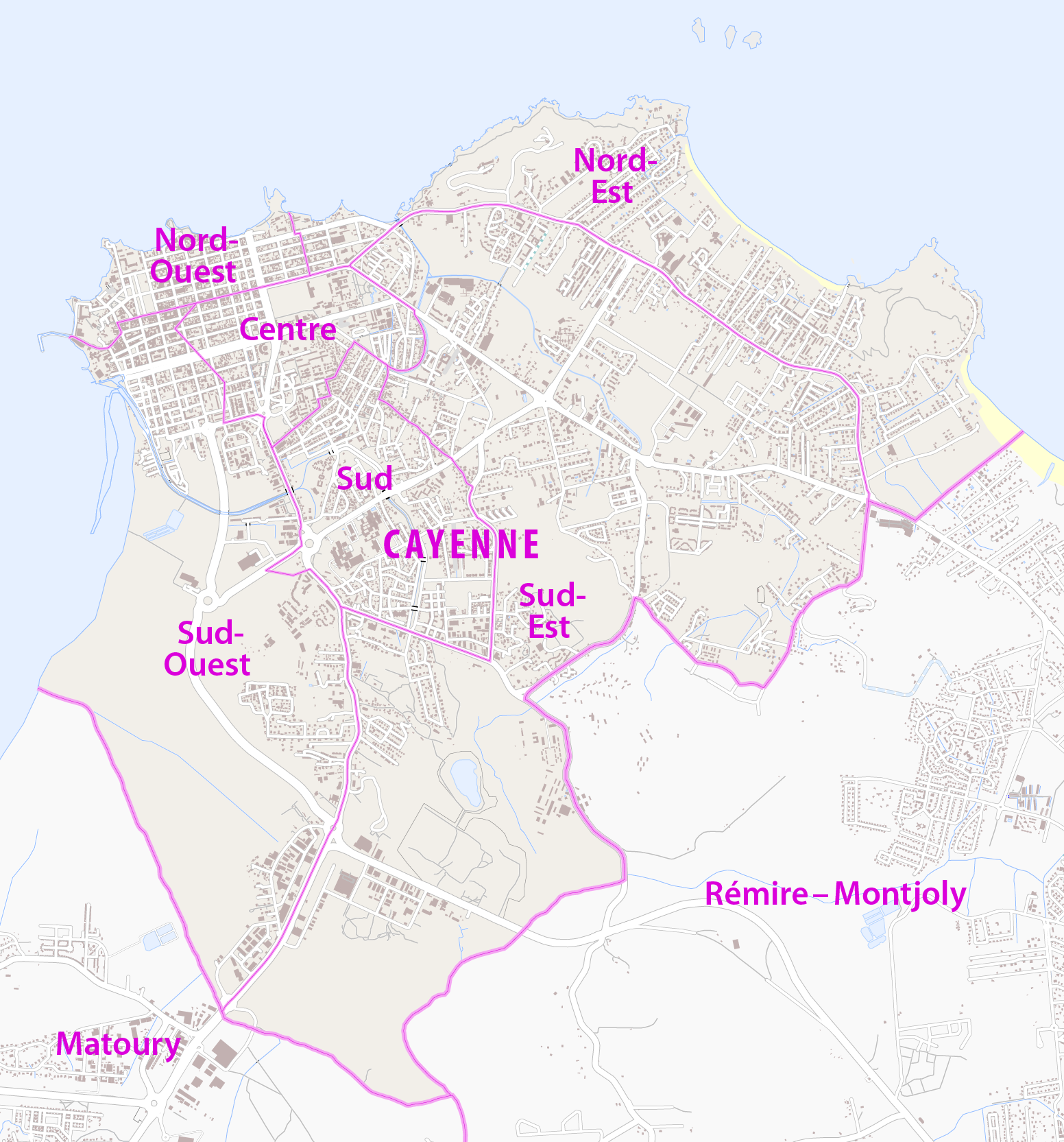

كايين هي عاصمة غويانا الفرنسية أحد أقاليم ما وراء البحار الفرنسية، وهي أيضا أكبر مدينة في الإقليم.
في إحصاء 2006، بلغ عدد سكان المناطق الحضرية لكايين 100٬323 (حسب المعهد الوطني للإحصاءات)، 50٬594 منهم يعيشون في مدينة كايين (البلدية) والباقي في البلدة المجاورة ريمير-مونتجولي.

## المناخ
وفقاً لتصنيف كوبن للمناخ، كايين لديها مناخ استوائي (Af) يحدها مناخ مداري موسمي (Am). متوسط أعلى وأقل درجة حرارة متطابقان تقريبًا على مدار العام بمتوسط حوالي 30 درجة مئوية (86 درجة فهرنهايت) و 23 درجة مئوية (73 درجة فهرنهايت) على التوالي، على الرغم من أن درجات الحرارة تكون أكثر برودة إلى حد ما في موسم الأمطار على عكس موسم الجفاف. تشهد كايين هطول أمطار غزيرة خلال العام، لأنها أكثر عرضة لنطاق التقارب بين المدارين (ITCZ) من الرياح التجارية. تتميز المدينة بموسم رطب طويل جدًا وموسم جاف قصير جدًا.  يغطي موسم الجفاف شهرين فقط من العام (سبتمبر وأكتوبر) بينما يغطي موسم الأمطار بقية العام. يُلاحظ هطول الأمطار حتى خلال موسم الجفاف، وهي سمة شائعة في الأماكن التي تتميز بالمناخات الاستوائية. يبلغ متوسط هطول الأمطار في كايين حوالي 3750 ملم (150 بوصة) كل عام.
| البيانات المناخية لـكايين                    | البيانات المناخية لـكايين | البيانات المناخية لـكايين | البيانات المناخية لـكايين | البيانات المناخية لـكايين | البيانات المناخية لـكايين | البيانات المناخية لـكايين | البيانات المناخية لـكايين | البيانات المناخية لـكايين | البيانات المناخية لـكايين | البيانات المناخية لـكايين | البيانات المناخية لـكايين | البيانات المناخية لـكايين | البيانات المناخية لـكايين |
| الشهر                                        | يناير                     | فبراير                    | مارس                      | أبريل                     | مايو                      | يونيو                     | يوليو                     | أغسطس                     | سبتمبر                    | أكتوبر                    | نوفمبر                    | ديسمبر                    | المعدل السنوي             |
| -------------------------------------------- | ------------------------- | ------------------------- | ------------------------- | ------------------------- | ------------------------- | ------------------------- | ------------------------- | ------------------------- | ------------------------- | ------------------------- | ------------------------- | ------------------------- | ------------------------- |
| الدرجة القصوى °م (°ف)                        | 32.5 (90.5)               | 32.3 (90.1)               | 32.2 (90.0)               | 33.0 (91.4)               | 33.2 (91.8)               | 33.7 (92.7)               | 34.5 (94.1)               | 35.0 (95.0)               | 35.2 (95.4)               | 35.1 (95.2)               | 34.6 (94.3)               | 34.1 (93.4)               | 35.2 (95.4)               |
| متوسط درجة الحرارة الكبرى °م (°ف)            | 29.1 (84.4)               | 29.2 (84.6)               | 29.6 (85.3)               | 29.9 (85.8)               | 29.9 (85.8)               | 30.2 (86.4)               | 30.8 (87.4)               | 31.6 (88.9)               | 32.1 (89.8)               | 32.2 (90.0)               | 31.5 (88.7)               | 30.1 (86.2)               | 30.5 (86.9)               |
| المتوسط اليومي °م (°ف)                       | 26.2 (79.2)               | 26.3 (79.3)               | 26.5 (79.7)               | 26.8 (80.2)               | 26.7 (80.1)               | 26.6 (79.9)               | 26.6 (79.9)               | 27.0 (80.6)               | 27.2 (81.0)               | 27.3 (81.1)               | 27.0 (80.6)               | 26.6 (79.9)               | 26.7 (80.1)               |
| متوسط درجة الحرارة الصغرى °م (°ف)            | 23.3 (73.9)               | 23.4 (74.1)               | 23.5 (74.3)               | 23.7 (74.7)               | 23.5 (74.3)               | 22.9 (73.2)               | 22.4 (72.3)               | 22.4 (72.3)               | 22.2 (72.0)               | 22.3 (72.1)               | 22.5 (72.5)               | 23.1 (73.6)               | 22.9 (73.2)               |
| أدنى درجة حرارة °م (°ف)                      | 17.4 (63.3)               | 18.9 (66.0)               | 18.5 (65.3)               | 19.0 (66.2)               | 18.8 (65.8)               | 18.9 (66.0)               | 19.0 (66.2)               | 19.0 (66.2)               | 18.7 (65.7)               | 18.6 (65.5)               | 17.2 (63.0)               | 18.0 (64.4)               | 17.2 (63.0)               |
| الهطول مم (إنش)                              | 451.2 (17.76)             | 309.4 (12.18)             | 334.3 (13.16)             | 448.4 (17.65)             | 579.4 (22.81)             | 411.4 (16.20)             | 245.7 (9.67)              | 143.6 (5.65)              | 55.7 (2.19)               | 63.3 (2.49)               | 133.4 (5.25)              | 340.5 (13.41)             | 3٬516٫3 (138.44)          |
| متوسط أيام هطول الأمطار (≥ 1.0 mm)           | 23.6                      | 20.0                      | 20.7                      | 22.2                      | 26.4                      | 25.2                      | 20.6                      | 14.2                      | 7.1                       | 7.6                       | 11.9                      | 21.6                      | 221.1                     |
| ساعات سطوع الشمس الشهرية                     | 95.1                      | 92.4                      | 120.0                     | 123.5                     | 122.4                     | 150.4                     | 200.5                     | 234.4                     | 253.4                     | 256.4                     | 211.5                     | 143.3                     | 2٬003                     |
| المصدر: خدمة الأرصاد الجوية الوطنية الفرنسية |                           |                           |                           |                           |                           |                           |                           |                           |                           |                           |                           |                           |                           |

## توأمة
لكايين اتفاقيات توأمة مع:
- سالفادور

## أعلام
- كريستيان توبيرا
- فلوران مالودا
- جان-كلير توديبو
- كلود دانبوري
- هنري سلفادور